# Markus Rogan
Markus Antonius Rogan, född 4 maj 1982 i Wien, är en österrikisk simmare som sedan 2001 tillhört världseliten i ryggsim.

## Olympiska meriter
Rogan deltog i de olympiska sommarspelen 2000 i Sydney men lyckades inte kvalificera sig på varken 100 meter ryggsim eller 200 meter ryggsim. Bättre gick det vid de olympiska sommarspelen 2004 i Aten, där han blev silvermedaljör på både 100 och 200 meter ryggsim båda gångerna efter amerikanen Aaron Peirsol.

## Världsmästerskapsmeriter
Rogans främsta merit i ett världsmästerskap kom på VM i kortbana 2008 i Manchester, där han vann guld på 200 meter ryggsim. Vid kortbane-VM 2006 blev det sammanlagt tre silvermedaljer men denna gång blev hans överman amerikanen Ryan Lochte som två gånger (på 200 meter medley och 200 meter ryggsim) slog honom. På VM i långbana är hans bästa resultat två silvermedaljer från VM 2001 respektive 2005 båda gångerna på 200 meter ryggsim återigen var det Peirsol som vann guld. 

## Övriga meriter
Rogan har fyra gånger blivit europeisk mästare. Vid EM 2004 i Madrid vann han både 200 meter ryggsim och 200 meter medley. På EM 2008 vann han återigen 200 meter ryggsim och denna gång även 100 meter ryggsim. 
2004 utsågs han till Österrikes bästa idrottare.

## Världsrekord
Rogan har två gånger haft världsrekordet på 200 meter ryggsim på kortbana. Först slog han världsrekordet 2005 när han simmade på 1:50,43 men världsrekordet slogs senare av Lochte som simmade 2006 på 1:49.05. Men vid VM 2006 tog Rogan tillbaka världsrekordet när han noterade 1:47,87.

### Fotnoter
1. ↑  ”Markus Rogan Bio, Stats, and Results - Olympics at Sports.reference.com”. sportsreference.com. Sportsreference. Arkiverad från originalet den 27 januari 2010. https://web.archive.org/web/20100127180125/http://www.sports-reference.com/olympics/athletes/ro/markus-rogan-1.html. Läst 2 november 2015.